# James Hook (compositor)
James Hook   (Norwich, 3 de juny de 1746 - Boulogne-sur-Mer, 1827) fou un organista i compositor anglès.
De 1774 a 1820 fou organista i compositor del Vauxhall Gardens i al mateix temps organista, per espai de molt anys de l'església de Sant Joan de Horsleydown. Autor fecundíssim, se li atribueixen prop de 2.000 melodies vocals, devent-se-li a més, 26 òperes, diversos concerts per a orgue o piano, sonates i una Guida di musica (1796).